# ダブルドラゴン アドバンス
『ダブルドラゴン アドバンス』（Double Dragon Advance）は、株式会社アトラスより2004年に発売されたゲームボーイアドバンス用のビデオゲーム。
株式会社テクノスジャパンから発売された初代『ダブルドラゴン』のリメイク作品である。

## 概要
本作は、かつて株式会社テクノスジャパンが発売した看板作品の「ダブルドラゴンシリーズ」の版権を、テクノスジャパンの創業者にして元社長の瀧邦夫が役員を務める株式会社ミリオンが取得し、かつてのテクノスジャパンの開発スタッフなどを招集して制作した初代作品のリメイクである。
ベルトフロア型アクションゲームと呼ばれるゲームジャンルである。ストーリーや主要登場人物は初代『ダブルドラゴン』のものとほぼ同じだが、主人公2人が使う技や武器アイテム、敵キャラクターの種類や登場ステージはオリジナル版より増えている。
また、本作には主人公2人を交代させながら1人でプレイする「1P DOUBLE DRAGON MODE」と1Pのみでプレイヤーの体力が続く限り次々に敵キャラクターを倒していく「SURVIVAL MODE」（コンティニュー不可）が存在する。

## 登場キャラクター

### 主人公側
ビリー・リー
1Pキャラクター。オリジナルと違って黒っぽい茶髪になっている。
ジミー・リー
2Pキャラクター。オリジナルと違って逆立った金髪になっている。
マリアン・ケリー
囚われのヒロイン。オリジナルと違って金髪になっている。

### シャドーウォリアーズ
オリジナルでは「ブラックウォリアーズ」と名乗っていた敵組織。

#### 雑魚キャラクター
ウィリアムス
タンクトップを着た雑魚。オリジナルと違って、ドラム缶や岩を拾って投げるようになった。
ローパー
素肌にベストを着た雑魚。本作では単にウィリアムスと姿が違うだけのキャラクターになった。
リンダ
鞭が得意な女戦士。外見はオリジナルと同じだが、『ダブルドラゴンII ザ・リベンジ』と同様に蹴り技や飛び道具も使ってくる。
チン・ワンユー （陳王羽）/チン・ユンケイ （陳元圭）
中国系の棒術使い。元は『ダブルドラゴンII ザ・リベンジ』において「チン・タイメイ」と名乗っていた敵キャラクター。長髪がワンユーで、スキンヘッドがユンケイ。
スティーブ
スーツを着たエージェント。元は『リターン・オブ・ダブルドラゴン』の敵キャラクターだが、本作では外見がマトリックス風になっている。スキンヘッドの髪型違いもいる。

#### ボスキャラクター
アボボ
1面と6面のボス。オリジナルにも登場している敵キャラクターだが、アフロ頭（本作のみ）やモヒカン頭（アーケード版初代でのボスキャラクター）などの髪型違いもいる。
ブルノフ
2面のボス。倒されると仮面と服だけ残して肉体が消滅する怪人。元は『ダブルドラゴンII ザ・リベンジ』の敵キャラクター。
ハン・ユンフー （洪元虎） & ウォン・ガーリョン （黄家良）
3面のボスの2人組。「冷面双虎」の異名を持つ拳法使いのコンビだが、どちらか一方を倒せばステージクリアとなる。5面以降は彼らの色違いが雑魚キャラクターとして登場し、ウォンも5面の後半で雑魚として再登場する。
キクチヨ
4面のボス。バカ殿じみた外見の侍。白い刀身を持ったタイプの刀は喰らうと一撃で死亡する。
ミボボ
5面のボス。肌が緑色で動きが早くなったアボボ。オリジナルでは1体しか登場しないが、本作では6面以降も雑魚として再登場する。
五虎将
7面のボスの5人組。「幻截拳」（家庭用『ダブルドラゴンII ザ・リベンジ』では「幻殺拳」と名乗っていた拳法）を使う格闘集団。
ウー・インシック （呉仁植）
スキンヘッドの男。5人の中で最も弱い。
ヤン・チェンリ （楊正利）
バンダナをした男。地面に潜り込んで不意打ちする技を使う。
アンダーソン
青服の男。ダメージを喰らうと自分の幻影を出す。
デビッド
赤服の男。ときどき分身を4つも出す。
レイモンド
五虎将のリーダー。部下の特殊攻撃を全て使う。
ウィリー
最終ボス。オリジナルより機関銃の弾の威力が低くなっている。

## 登場ステージ
- MISSION 1：スラム街

オリジナルの1面がベース。
- MISSION 2：工場地帯

オリジナルの2面がベース。
- MISSION 3：チャイナタウン

『リターン・オブ・ダブルドラゴン』の3面をモチーフにした面。
- MISSION 4：荒野

『リターン・オブ・ダブルドラゴン』の4面をモチーフにした面。
- MISSION 5：森林地帯

オリジナルの3面がベース。
- MISSION 6：鍾乳洞

ファミリーコンピュータ版初代とゲームボーイ版の洞窟ステージをモチーフにした面。
- MISSION 7：隠し砦

『ダブルドラゴンII ザ・リベンジ』の要塞ステージをモチーフにした面。
- MISSION 8：大要塞

オリジナルの最終面がベース。

## 移植版
| No. | タイトル                  | 発売日        | 対応機種                                       | 開発元                 | 発売元                 | メディア     | 型式 | 備考 |
| --- | ------------------------- | ------------- | ---------------------------------------------- | ---------------------- | ---------------------- | ------------ | ---- | ---- |
| 1   | ダブルドラゴン アドバンス | 2023年11月9日 | PlayStation 4 Nintendo Switch Xbox One Windows | アークシステムワークス | アークシステムワークス | ダウンロード | -    | -    |

## 主な制作スタッフ
- 企画・武術指導：海老沼宗樹
- メインプログラム：山下孝
- スペシャルサンクス：岸本良久
- ディレクター：松本朋幸
- プロデューサー：吉田晄浩（Miracle Kids!（ミラクルキッズ））
- エグゼクティブプロデューサー：半谷孝志
- スーパーバイザー：横山秀行